# Tipula imbellis
Tipula imbellis är en tvåvingeart som beskrevs av Alexander 1927. Tipula imbellis ingår i släktet Tipula och familjen storharkrankar. Inga underarter finns listade i Catalogue of Life.